# قلب نمی‌فهمد
«قلب نمی‌فهمد» (انگلیسی: Dil Hai Ke Manta Nahin) فیلمی هندی است که در سال ۱۹۹۱ منتشر شد. از بازیگران آن می‌توان به عامر خان و انوپم کهیر اشاره کرد.